# Gehrenspitzen
Gehrenspitzen är ett berg i Österrike.   Det ligger i distriktet Innsbruck-Land och förbundslandet Tyrolen, i den västra delen av landet, 400 km väster om huvudstaden Wien. Toppen på Gehrenspitzen är 2 078 meter över havet.
Terrängen runt Gehrenspitzen är huvudsakligen bergig. Närmaste större samhälle är Telfs, 9,8 km sydväst om Gehrenspitzen. 
Trakten runt Gehrenspitzen består i huvudsak av gräsmarker. Runt Gehrenspitzen är det ganska tätbefolkat, med 80 invånare per kvadratkilometer.